# Berà
Berà (* 770?; † 844 in Rouen) war ein westgotischer Adliger im heutigen Katalonien und von 801 bis 820 erster Graf von Barcelona und Markgraf von Gothien.

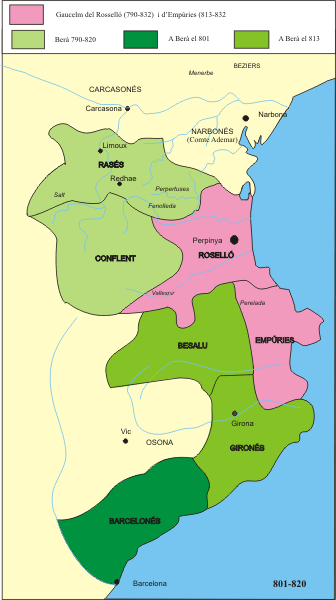
Der Herrschaftsbereich von Berá (grün) und Gauzhelm (pink).

## Herkunft und Nachkommen
Sein Vater war Graf Wilhelm von Aquitanien, seine Mutter Kunigunde († vor 795), die erste Ehefrau Wilhelms
Seine Geschwister waren
- Gerberga (Gerbich) († 834)

Aus der zweiten Ehe seines Vaters mit Witberga (auch Witburgis oder Guitburga) († vor 795) hatte er die Halbgeschwister
- Gauzhelm von Roussillon († 834)
- Heribert von Vivarais
- Helimbruch Abt von Gellonne
- Rothlindis († vor 814)
- Theoderich, Graf von Autun († um 827)
- Bernhard von Septimanien (* vor 802; † 14. Februar 844)

Berà heiratete eine gotische Adlige namens Romilla.
Nachkommen:
- Guillemó oder Guillemundus
- Àrgila von Conflent

## Titel
- 790 bis 820 Graf von Rasès und Conflent
- 801 bis 820 Graf von Barcelona und Markgraf von Gothien.
- 812/817 bis 820 Graf von Girona, Besalú und Osona.

## Leben
Wilhelm von Aquitanien hatte Berà ab 790 die Verwaltung der Grafschaften Rasès und Conflent anvertraut. Die Verwaltung der Grafschaft Roussillon und Ampurias übertrug Wilhelm seinem anderen Sohn Gauzhelm.

### Die Eroberung von Barcelona
Seit 796 herrschte der maurische Wali Sadun al-Ruayni in Barcelona. Von Beginn an war er Gegner des Emirs von Córdoba. Im April 797 sprach er in Aachen vor und bot Karl dem Großen an, seine Stadt zu übergeben. Voraussetzung sei, dass dieser ihm die Macht belasse und ihn im Kampf gegen Córdoba unterstütze. Eine Versammlung in Toulouse im Frühjahr 800 beschloss daraufhin einen Feldzug nach Barcelona, den Karls Sohn Ludwig der Fromme (damals Vizekönig von Aquitanien) gemeinsam mit weiteren Adligen führen sollte. Unter ihnen waren Graf Rostany von Girona, Graf Ademar von Narbonne und Herzog Wilhelm von Aquitanien aus der Grafschaft Toulouse. Sie zogen aus und erwarteten die Übergabe der Stadt sowie die Herrschaft über die gesamte Region. 

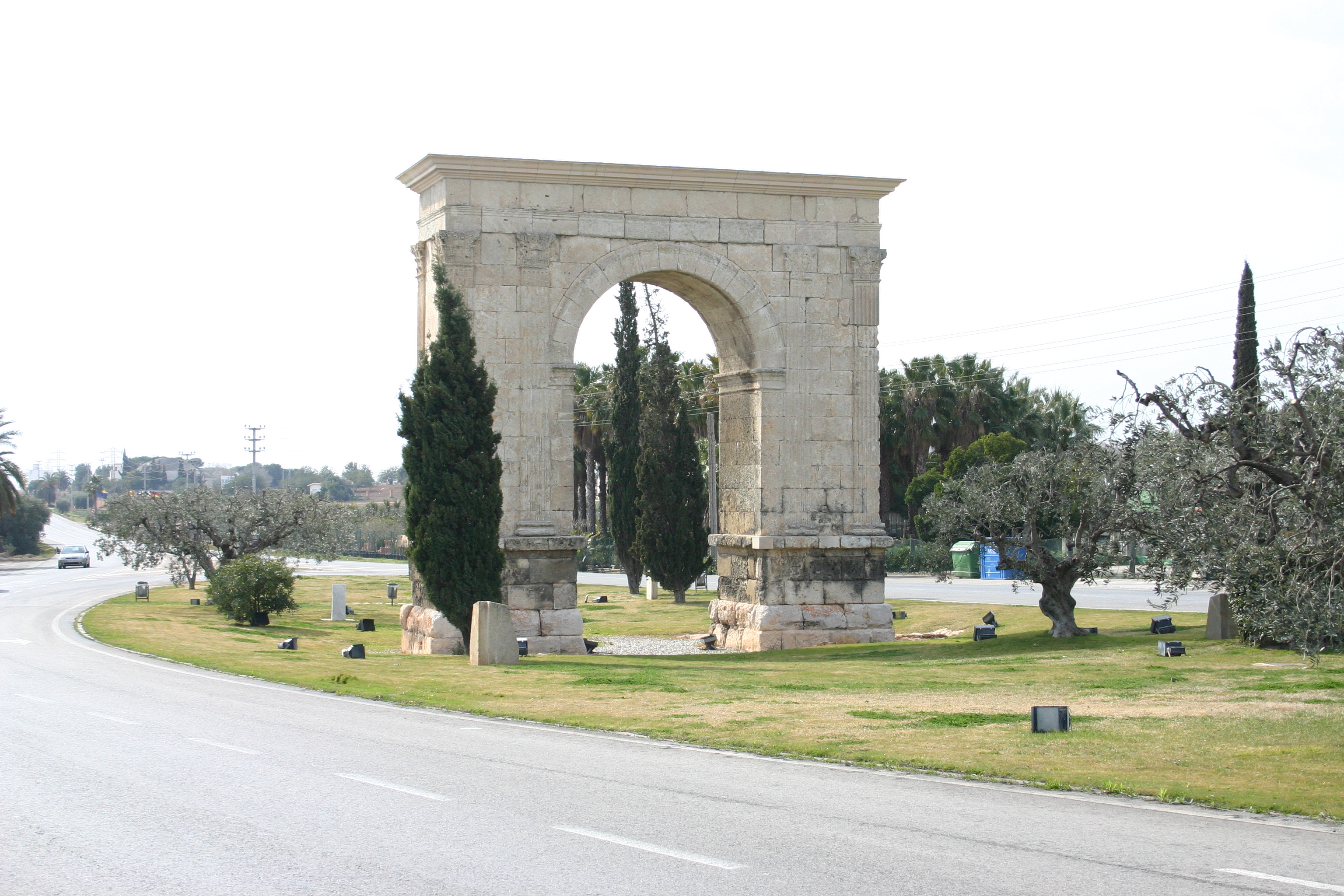
Arc de Berà an der Via Augusta
(an der heutigen Nationalstraße N340)

Sadun weigerte sich aber, die Stadt zu übergeben, und sie wurde daraufhin von den Franken belagert. Bei einem Fluchtversuch nach Córdoba wurde Sadun gefangen genommen. An seine Stelle in Barcelona trat Harun. Die Bevölkerung der Stadt litt Hunger und schließlich lieferten die gotischen Christen im April 801 Harun aus. Am folgenden Tag marschierte Ludwig der Fromme in Barcelona ein. Kurz darauf wurde Berà, der mit seinem Vater an dem Feldzug teilgenommen hatte zum Grafen von Barcelona ernannt (und zum Markgrafen, da er über eine Grenzregion herrschte).
Die Grafschaft Barcelona reichte zunächst bis zum so genannten Arc de Berà, einem römischen Triumphbogen an der heutigen Nationalstraße N340, zwischen den Orten Roda de Berà und Creixell. Dieser Bogen aus dem Jahre 13 v. Chr. erhielt seinen heute gebräuchlichen Namen nach Berà. Aber schon bald mussten die Franken die Grenzen der Grafschaft bis zum Llobregat am südlichen Stadtrand des heutigen Barcelona zurückziehen. Diese änderten sich während des gesamten 9. und 10. Jahrhunderts nicht.

### Die Feldzüge nach Tortosa
Berà war stark von seiner gotischen Mutter beeinflusst. Daher wird angenommen, dass er für einen Frieden mit den Mauren stand und damit die Mehrheit der gotischen Mächtigen in Barcelona hinter sich hatte. Dennoch musste er an Feldzügen der Franken in Richtung des Ebro teilnehmen, der eine natürliche Verteidigungslinie gebildet hätte.
Den ersten Feldzug 804 führte Ludwig der Fromme. Nachdem Tarragona erreicht war, teilten sie sich in zwei Züge. Ludwig zog weiter in Richtung Tortosa. Der zweite Zug, geführt durch Berà, Ademar von Narbonne und Borrell, Graf von Osona, sollte die Westflanke schützten und Tortosa von Süden angreifen. Berà überquerte den Ebro nahe der Einmündung des Cinca, die Angriffe der Mauren zwangen ihn aber zum Rückzug. Es gelang ihm, zu Ludwig zu stoßen, der seit acht Tagen Tortosa erfolglos belagerte. Gemeinsam zogen sie sich nach Norden zurück.
808 nahm Berà an einem weiteren Feldzug teil. Dieser wurde von Ingobert geführt, einem Feldherrn Karls des Großen, den Ludwig zu Eroberungen südlich von Barcelona sandte. Ludwig selbst blieb in Aquitanien. Ingobert verfolgte dieselbe Taktik wie 804 und teilte seine Truppen. Seinen Truppenteil führte er in Richtung Tortosa, der andere Teil, geführt von Berà und Ademar, hatte Tortosa westlich zu umgehen und die Stadt von Süden anzugreifen. Beràs Truppen überquerten den Ebro heimlich mit Booten und die Pferde durchschwammen den Fluss. Deren Exkremente wurden von der Strömung jedoch nach Tortosa getrieben und dort entdeckt. Der Wali der Stadt griff daraufhin Berà und Ademar an, denen es aber gelang, sich mit wenigen Verlusten den Truppen von Ingobert anzuschließen. Gemeinsam traten sie den Rückzug an.
Der dritte Feldzug fand bereits im folgenden Jahr (809) statt und wurde wieder durch Ludwig den Frommen geführt. Er wurde von fränkischen Adligen wie Isembard, Heribert, Liutard und anderen begleitet sowie von örtlichen Truppen unter Markgraf Berà. Sie schafften Belagerungsgeräte bis Tortosa und belagerten die Stadt 40 Tage lang. Die Belagerung musste aber aufgehoben werden, als maurische Truppen unter dem Emir von Córdoba, Abd ar-Rahman II., eingriffen. Die Franken wurden vernichtend geschlagen.

### Waffenstillstand
Nach dieser erneuten Niederlage wurden die Vorschläge von Berà bei Hofe gehört und Karl der Große 812 akzeptierte einen Waffenstillstand für die Dauer von drei Jahren.
Am 18. Mai 812 starb Wilhelm von Aquitanien und Berà erbte die Grafschaften Rasès und Conflent, zu deren Gouverneur ihn sein Vater bereits 790 ernannt hatte. Die Verwaltung dieser Grafschaften vertraute Berà kurz darauf seinem ältesten Sohn Guillemó an.
Als 815 der Waffenstillstand abgelaufen war, begannen erneut die Kämpfe gegen die Mauren, die unter Ubayd Allah, dem Onkel des Emirs Al-Hakam I., Barcelona angriffen. Als aber ein Heer, das sich möglicherweise aus Goten der Umgebung zusammensetzte vor der Stadt erschien, mussten sie den Überfall abbrechen und den Rückzug antreten. Dieser Sieg erhöhte das Ansehen von Berà, dessen Beziehungen zum gotischen Adel ausgezeichnet sein mussten. Als 817 (oder schon 812?) Graf Odilo von Girona und Besalú starb, gingen diese Grafschaften an Berà.
Im November 816 reiste der Wali von Saragossa nach Aachen, um einen neuen Waffenstillstand mit dem Frankenreich auszuhandeln. 817 wurde dieser vereinbart, erneut für die Dauer von drei Jahren. Während dieser drei Jahre erlitt die Politik der Franken schwerwiegende Niederlagen. In Pamplona verbündeten sich 817 die Basken mit den Mauren unter Banu Qasi aus dem Ebro-Tal und übernahmen die Macht. Und in Aragonien zwang Galindo Garcés (genannt „der Böse“) gegen 820 den fränkischen Vasallen Graf Aznar I. Galíndez zur Flucht. Anschließend verbündete er sich mit Pamplona.
Diese Niederlagen nutzten die politischen und persönlichen Feinde und machten Berà, der ein Befürworter des Waffenstillstands war, dafür verantwortlich. Sie betrachteten den Waffenstillstand als schädlich für die Interessen des Landes. Die Kriegsbefürworter wurden angeführt von seinen Stiefbrüdern Gauzhelm und Bernhard, dem späteren Herzog von Septimanien.

### Absetzung und Tod von Berà
820 wurde Berá zur Reichsversammlung in Aachen vorgeladen. Gauzhelm hatte seinen Statthalter, den Goten Sanila gesandt, der eine förmliche Anklage gegen den Grafen von Barcelona vortrug. Er beschuldigte ihn der Untreue und des Verrats. Die Schuldfrage wurde – wie damals üblich – umgehend durch einen Zweikampf zu Pferde (Gerichtskampf) geklärt, dem Ursprung der späteren Turniere. Bera, nicht mehr der Jüngste, wurde von Sanila geschlagen. Diese Niederlage bestätigte die Anschuldigungen. Doch obwohl dies einem Todesurteil gleichkam, hob Kaiser Ludwig der Fromme, der Berà nicht für einen Verräter hielt, das Urteil auf und verbannte ihn nach Rouen, wo er 844 starb.
Seine Besitzungen wurden aufgeteilt. Die Grafschaften Barcelona, Girona und Besalú wurden dem Franken Rampó übertragen, der keiner der streitenden Parteien in Gothien angehörte. Die Grafschaften Rasès und Conflent erhielt Beràs Sohn Guillemó, der diese Gebiete bereits seit 812 oder 813 verwaltete.